# Quận Warren, New York
Quận Warren (tiếng Anh: Warren County) là một quận trong tiểu bang New York, Hoa Kỳ. Quận lỵ là thành phố Queensbury 6. Theo điều tra dân số năm 2000 của Cục điều tra dân số Hoa Kỳ, quận này có dân số 63303 người 2. Quận được đặt tên theo tướng Joseph Warren, người bị tử trận trong trận Bunker Hill trong cách mạng Mỹ. 